# Jon Huertas
Jonathan William Scott Hofstedt (Nueva York; 23 de octubre de 1969), más conocido como Jon Huertas, es un actor estadounidense. Además es miembro suplente del Consejo Nacional de Administración y miembro de la Junta de Hollywood del Sindicato de Actores de Cine.

## Biografía
Huertas es hijo de un puertorriqueño y de madre estadounidense, y fue criado por sus abuelos en la ciudad de Nueva York, lugar en el que nació. Estudió en la John Handley High School y participó en la Operación Tormenta del Desierto después de unirse a la Fuerza Aérea de su país. En 1993, decidió convertirse en actor.

## Carrera
En 1993 obtuvo su primer papel en la telepelícula The Webbers. Cinco años más tarde participó en ¿Por qué se enamoran los tontos?, junto a Halle Berry, Paul Mazursky y Ben Vereen. Un año más tarde actuó en Cold Hearts (1999) y Stealth Fighter (1999). En ese mismo año, 1999, participó en la cuarta temporada de la serie Sabrina, la bruja adolescente en el papel de Brad Alcerro, un mortal que es cazabrujas.
Desde entonces y hasta 2008 apareció en varias películas, pero fue ese mismo año cuando interpretó uno de sus papeles más importantes: el del sargento Espera en la miniserie Generation Kill, de la señal HBO, ambientada en la invasión de Irak de 2003.
Desde 2009 y hasta 2016 interpretó al detective Javier Espósito en la serie Castle, de la cadena ABC, y en 2010 dirigió el cortometraje Solitario, que también produjo y en el cual interpretó canciones de su propia autoría.

## Filmografía

### Cine
| Año  | Título                        | Personaje                |
| ---- | ----------------------------- | ------------------------ |
| 1996 | Executive Decision            | Terrorista Sammy         |
| 1996 | South Bureau Homicide         | Oficial número 2         |
| 1998 | Why Do Fools Fall in Love?    | Joe Negroni              |
| 1999 | Cold Hearts                   | Darius                   |
| 1999 | Stealth Fighter               | Teniente Bradley Elias   |
| 2000 | Buddy Boy                     | Omar                     |
| 2000 | Auggie Rose                   | Paramédico 1             |
| 2000 | Picking up the Pieces         | Paulo                    |
| 2001 | Green Diggity Dog             | Tim Porter               |
| 2002 | Bug                           | Mitchell                 |
| 2002 | Borderline                    | Circo Ruiz               |
| 2003 | El Gusano                     | Dan                      |
| 2005 | Induction                     | Rico Rodríguez           |
| 2006 | The Yardsale                  | Chuy                     |
| 2006 | Right at Your Door            | Rick                     |
| 2006 | Hot Tamale                    | Alex                     |
| 2007 | The Insatiable                | Javier                   |
| 2007 | Believers                     | Victor                   |
| 2008 | The Objective                 | Sargento Vincent Degetau |
| 2011 | Lone                          | Jimmy                    |
| 2011 | Un chihuahua de Beverly Hills | Alberto                  |
| 2012 | La casa de seguridad          | Ray Jaffe                |
| 2013 | Miss Dial                     | Alex                     |
| 2014 | Sequestered                   | Cheney                   |
| 2014 | The Box                       | Coffey                   |
| 2015 | Reparation                    | Jerome Kellar            |
| 2015 | Career Girl                   | Oliver                   |
| 2016 | Sam, again                    | Chef Bracero             |
| 2017 | Altered Perception            | Andrew                   |
| 2019 | Imprisoned                    | Diaz                     |
| 2019 | Initiation                    | Agente Rico Martínez     |

### Televisión
| Año         | Título                                       | Personaje                      | Episodios                                                    |
| ----------- | -------------------------------------------- | ------------------------------ | ------------------------------------------------------------ |
| 1993        | At Home with the Webbers                     | Chulo                          | Película para televisión                                     |
| 1995        | Sensación de vivir                           | Peter Magnuson                 | 1 episodio                                                   |
| 1996 - 1997 | JAG: Alerta roja                             | Varios personajes              | 3 episodios                                                  |
| 1998        | Nash Bridges                                 | Estafador                      | 1 episodio                                                   |
| 1998 - 1999 | Moesha                                       | Antonio                        | 8 episodios                                                  |
| 1999        | Undressed                                    | Evan                           | 6 episodios                                                  |
| 1999 - 2000 | Sabrina, cosas de brujas                     | Brad Alcerro                   | 12 episodios                                                 |
| 2000        | Tocados por un ángel                         | Warren                         | 1 episodio                                                   |
| 2000        | A Family in Crisis: The Elian Gonzales Story | Rafael                         | Película para televisión                                     |
| 2000        | El tiempo de tu vida                         |                                | 1 episodio                                                   |
| 2001        | Resurrection Blvd.                           |                                | 1 episodio                                                   |
| 2002        | Policías de Nueva York                       | Juan                           | 1 episodio                                                   |
| 2002 - 2003 | The Shield                                   | Robbie Villanueva              | 2 episodios                                                  |
| 2004        | The Division                                 | Juan                           | 1 episodio                                                   |
| 2004        | The Joe Schmo Show                           | T. J. 'The Playah'             | 9 episodios                                                  |
| 2004        | Crossing Jordan                              | Manuel Ríos                    | 1 episodio                                                   |
| 2005        | Sin rastro                                   | Luis Álvarez                   | 1 episodio                                                   |
| 2005        | CSI: Crime Scene Investigation               | Paramédico Leo                 | 1 episodio                                                   |
| 2005        | Caso abierto                                 | Carlos                         | 1 episodio                                                   |
| 2006        | Invasión                                     | Defensor nacional              | 1 episodio                                                   |
| 2007        | Prison Break                                 | Jesús                          | 1 episodio                                                   |
| 2007        | Making it Legal                              | Mike Carlton                   | Película para televisión                                     |
| 2008        | Generation Kill                              | Sargento Antonio 'Poke' Espera | 7 episodios                                                  |
| 2008        | Terminator: Las crónicas de Sarah Connor     | Trevor                         | 1 episodio                                                   |
| 2008        | Navy: Investigación criminal                 | Sargento Jack Kale             | 1 episodio                                                   |
| 2009        | Dark Blue                                    | Chavez                         | 1 episodio                                                   |
| 2009-2016   | Castle                                       | Javier Espósito                | 173 episodios                                                |
| 2010        | Futurestates                                 | Scorpio                        | 1 episodio                                                   |
| 2012        | Fletcher Drive                               | Cantante de R&B                | 1 episodio                                                   |
| 2013        | Stupid Hype                                  | Guru                           | Película para televisión                                     |
| 2013        | Key and Peele                                | Jugador de baseball            | 1 episodio                                                   |
| 2016        | Con Man                                      | Diego Alfonso                  | 3 episodios                                                  |
| 2016-2019   | Elementary                                   | Halcón                         | 2 episodios                                                  |
| 2016-2022   | This Is Us                                   | Miguel Rivas                   | Recurrente temporada 1; papel principal temporada 2-presente |
| 2019        | The Rookie                                   | Alejandro Mejia / Cesar Ojeda  | 1 episodio                                                   |